# Classifica mondiale della FIBA
La classifica mondiale della FIBA è una lista delle migliori nazionali di pallacanestro stilata periodicamente dalla Federazione Internazionale Pallacanestro.
Si compone di una classifica maschile e di una femminile, che prendono in considerazione i risultati delle maggiori competizioni cestistiche mondiali: i mondiali maschili e femminili, il torneo olimpico, i campionati continentali. Vi è poi una classifica combinata, che include i risultati considerati per la compilazione della classifica maschile e femminile, più i risultati nei mondiali under-19 e under-17, e nei tornei continentali under-18 e under-16 (sia maschili, sia femminili).

## Criteri
La classifica mondiale FIBA tiene conto di tutte le partite giocate da 164 squadre nazionali nelle principali competizioni FIBA e nei loro tornei di qualificazione, su un periodo di 8 anni.
Il metodo di calcolo include tre punti. Il punteggio di ogni partita: ogni partita assegna punti (da 250 a 750) in base al margine di vittoria o sconfitta. Le vittorie in trasferta danno un bonus (+50 punti), mentre le sconfitte in casa sottraggono punti (-50). La forza dell’avversario: le vittorie contro squadre meglio classificate valgono di più. Il calcolo è basato sulla differenza tra la classifica media pre-partita di tutte le squadre e quella dell’avversario. La classifica generale: Il punteggio di ogni squadra è la media ponderata delle partite giocate negli ultimi 8 anni, con maggiore peso per quelle più recenti. Vengono considerati anche fattori come la regione di competizione, lo stadio della competizione e il turno (più avanzato è il turno, più punti vale la partita).
In più, le competizioni più prestigiose (come la Coppa del Mondo FIBA) hanno pesi maggiori. Anche il peso regionale varia (es. Europa ha peso 1, Africa 0,35). E infine le partite più vecchie pesano meno rispetto a quelle più recenti, con un fattore di riduzione del peso che parte dall’anno corrente fino a 8 anni indietro.
In seguito alla pandemia di covid-19, i tornei posticipati (come le Olimpiadi del 2021) vengono considerati come se fossero stati giocati nell'anno originale per non influenzare negativamente il ranking.

## Classifiche

### Classifica combinata
Aggiornata al 10 agosto 2024.
| #   | Nazionale                 | Punteggio |
| --- | ------------------------- | --------- |
| 1   | Stati Uniti               | 838,8     |
| 2   | Serbia                    | 758,9     |
| 3   | Germania                  | 755,3     |
| 4   | Francia                   | 753,0     |
| 5   | Canada                    | 747,8     |
| 6   | Spagna                    | 746,7     |
| 7   | Australia                 | 732,5     |
| 8   | Argentina                 | 731,1     |
| 9   | Lettonia                  | 711,4     |
| 10  | Lituania                  | 698,9     |
| 11  | Slovenia                  | 674,5     |
| 12  | Brasile                   | 673,7     |
| 13  | Grecia                    | 657,9     |
| 14  | Italia                    | 640,1     |
| 15  | Porto Rico                | 610,4     |
| 16  | Polonia                   | 599,8     |
| 17  | Montenegro                | 599,0     |
| 18  | Rep. Dominicana           | 548,3     |
| 19  | Rep. Ceca                 | 544,2     |
| 20  | Finlandia                 | 542,0     |
| 21  | Giappone                  | 532,3     |
| 22  | Nuova Zelanda             | 487,3     |
| 23  | Sudan del Sud             | 481,0     |
| 24  | Georgia                   | 468,3     |
| 25  | Venezuela                 | 462,0     |
| 26  | Messico                   | 433,9     |
| 27  | Turchia                   | 429,0     |
| 28  | Iran                      | 419,7     |
| 29  | Libano                    | 409,2     |
| 30  | Cina                      | 397,2     |
| 31  | Costa d'Avorio            | 392,3     |
| 32  | Angola                    | 386,0     |
| 33  | Croazia                   | 381,3     |
| 34  | Filippine                 | 378,8     |
| 35  | Giordania                 | 375,1     |
| 36  | Ucraina                   | 344,4     |
| 37  | Tunisia                   | 342,8     |
| 38  | Egitto                    | 333,6     |
| 39  | Belgio                    | 326,4     |
| 40  | Bosnia ed Erzegovina      | 315,8     |
| 41  | Israele                   | 303,8     |
| 42  | Nigeria                   | 299,7     |
| 43  | Ungheria                  | 294,3     |
| 44  | Estonia                   | 280,7     |
| 45  | Capo Verde                | 276,6     |
| 46  | Bulgaria                  | 270,0     |
| 47  | Senegal                   | 249,8     |
| 48  | Islanda                   | 244,7     |
| 49  | Svezia                    | 243,5     |
| 50  | Regno Unito               | 242,7     |
| 51  | Paesi Bassi               | 239,8     |
| 52  | Uruguay                   | 237,9     |
| 53  | Corea del Sud             | 234,7     |
| 54  | Bahamas                   | 233,8     |
| 55  | Portogallo                | 206,4     |
| 56  | Danimarca                 | 200,0     |
| 57  | Macedonia del Nord        | 198,2     |
| 58  | Colombia                  | 197,6     |
| 59  | Slovacchia                | 188,0     |
| 60  | Panama                    | 184,5     |
| 61  | Svizzera                  | 175,4     |
| 62  | Cile                      | 174,6     |
| 63  | Romania                   | 172,7     |
| 64  | Camerun                   | 170,2     |
| 65  | Austria                   | 160,2     |
| 66  | Arabia Saudita            | 158,1     |
| 67  | Brunei                    | 156,3     |
| 68  | Isole Vergini Americane   | 156,1     |
| 69  | Kazakistan                | 153,7     |
| 70  | Cuba                      | 140,9     |
| 71  | Costa Rica                | 134,0     |
| 72  | Siria                     | 132,4     |
| 73  | Guinea                    | 126,9     |
| 74  | Kosovo                    | 126,5     |
| 75  | Lussemburgo               | 124,3     |
| 76  | India                     | 123,0     |
| 77  | Indonesia                 | 122,6     |
| 78  | RD del Congo              | 122,2     |
| 79  | Norvegia                  | 121,7     |
| 80  | Guam                      | 121,1     |
| 81  | Nicaragua                 | 119,3     |
| 82  | Cipro                     | 118,9     |
| 83  | Taipei cinese             | 118,9     |
| 84  | Uganda                    | 118,6     |
| 85  | Paraguay                  | 117,8     |
| 86  | Rep. Centrafricana        | 112,5     |
| 87  | Mali                      | 112,2     |
| 88  | Thailandia                | 105,5     |
| 89  | Iraq                      | 105,1     |
| 90  | Irlanda                   | 103,6     |
| 91  | Armenia                   | 103,5     |
| 92  | Ruanda                    | 100,5     |
| 93  | Kenya                     | 98,7      |
| 94  | Albania                   | 96,7      |
| 95  | Libia                     | 95,4      |
| 96  | Andorra                   | 94,4      |
| 97  | Marocco                   | 93,8      |
| 98  | Palestina                 | 91,6      |
| 99  | Malta                     | 89,5      |
| 100 | Rep. del Congo            | 89,2      |
| 101 | Qatar                     | 87,8      |
| 102 | Ecuador                   | 84,8      |
| 103 | El Salvador               | 84,5      |
| 104 | Azerbaigian               | 81,5      |
| 105 | Malaysia                  | 80,7      |
| 106 | Mozambico                 | 79,4      |
| 107 | Bolivia                   | 79,3      |
| 108 | Mongolia                  | 79,1      |
| 109 | Kuwait                    | 77,6      |
| 110 | Giamaica                  | 77,1      |
| 111 | Emirati Arabi Uniti       | 76,8      |
| 112 | Ciad                      | 76,6      |
| 113 | Madagascar                | 76,3      |
| 114 | Barbados                  | 76,0      |
| 115 | Honduras                  | 75,3      |
| 116 | San Marino                | 74,1      |
| 117 | Hong Kong                 | 73,0      |
| 118 | Guyana                    | 71,4      |
| 119 | Saint Vincent e Grenadine | 71,1      |
| 120 | Belize                    | 70,3      |
| 121 | Antille Olandesi          | 68,5      |
| 122 | Grenada                   | 68,0      |
| 123 | Burundi                   | 67,1      |
| 124 | Sudafrica                 | 66,1      |
| 125 | Gibilterra                | 66,0      |
| 126 | Samoa                     | 65,9      |
| 127 | Guatemala                 | 65,2      |
| 128 | Singapore                 | 62,0      |
| 129 | Suriname                  | 61,5      |
| 130 | Tahiti                    | 61,5      |
| 131 | Bermuda                   | 60,2      |
| 132 | Burkina Faso              | 58,5      |
| 133 | Algeria                   | 57,8      |
| 134 | Vietnam                   | 57,3      |
| 135 | Gabon                     | 56,9      |
| 136 | Montserrat                | 56,5      |
| 137 | Sri Lanka                 | 56,0      |
| 138 | Maldive                   | 55,9      |
| 139 | Tonga                     | 53,3      |
| 140 | Benin                     | 52,8      |
| 141 | Guinea Equatoriale        | 50,7      |
| 142 | Samoa Americane           | 50,2      |
| 143 | Zambia                    | 50,2      |
| 144 | Somalia                   | 49,0      |
| 145 | Bangladesh                | 47,1      |
| 146 | Bhutan                    | 46,4      |
| 147 | Brunei                    | 45,8      |
| 148 | Zimbabwe                  | 45,7      |
| 149 | Tanzania                  | 43,9      |
| 150 | Oman                      | 43,4      |
| 151 | Macao                     | 42,2      |
| 152 | Saint Lucia               | 36,8      |
| 153 | Nepal                     | 34,9      |
| 154 | Figi                      | 34,2      |
| 155 | Moldavia                  | 34,1      |
| 156 | Cambogia                  | 33,5      |
| 157 | Birmania                  | 32,8      |
| 158 | Eritrea                   | 27,1      |
| 159 | Isole Cook                | 26,0      |
| 160 | Haiti                     | 20,0      |

Le Nazionali non inserite in lista hanno tutte zero punti e sono posizionate, con la stessa graduatoria, dopo l'ultimo Paese.

### Classifiche maschile e femminile
Elenco delle migliori 20 squadre.
| Classifica maschile | Classifica maschile | Classifica maschile | Classifica maschile |
| Pos.                | +/-                 | Squadra             | P.ti                |
| ------------------- | ------------------- | ------------------- | ------------------- |
| 1                   | 1                   | Stati UnitiO        | 786.6               |
| 2                   | 1                   | Spagna              | 778.2               |
| 3                   | 8                   | GermaniaW           | 759.7               |
| 4                   | 1                   | Australia           | 755.8               |
| 5                   | 1                   | Serbia              | 755.6               |
| 6                   | 8                   | Canada              | 745.5               |
| 7                   | 3                   | Argentina           | 743.8               |
| 8                   | 22                  | Lettonia            | 743.7               |
| 9                   | 4                   | Francia             | 736.3               |
| 10                  | 2                   | Lituania            | 715.5               |
| 11                  | 4                   | Slovenia            | 700.8               |
| 12                  | 1                   | Brasile             | 660.5               |
| 13                  | 3                   | Italia              | 653.9               |
| 14                  | 5                   | Grecia              | 651.3               |
| 15                  | 1                   | Polonia             | 619.8               |
| 16                  | 5                   | Porto Rico          | 611.1               |
| 17                  | 2                   | Montenegro          | 606.2               |
| 18                  | 6                   | Rep. Dominicana     | 561.9               |
| 19                  | 7                   | Rep. Ceca           | 561.1               |
| 20                  | 5                   | Finlandia           | 542.5               |

| Classifica femminile | Classifica femminile | Classifica femminile | Classifica femminile |
| Pos.                 | +/-                  | Squadra              | P.ti                 |
| -------------------- | -------------------- | -------------------- | -------------------- |
| 1                    | Stabile              | Stati Uniti OW       | 823.9                |
| 2                    | Stabile              | Spagna               | 685.7                |
| 3                    | Stabile              | Australia            | 678.0                |
| 4                    | Stabile              | Canada               | 661.6                |
| 5                    | 1                    | Belgio               | 651.2                |
| 6                    | 1                    | Francia              | 637.7                |
| 7                    | Stabile              | Cina                 | 631.8                |
| 8                    | Stabile              | Giappone             | 606.1                |
| 9                    | Stabile              | Turchia              | 591.4                |
| 10                   | Stabile              | Serbia               | 589.5                |
| 11                   | Stabile              | Bielorussia          | 493.7                |
| 12                   | Stabile              | Russia               | 476.6                |
| 13                   | 1                    | Corea del Sud        | 431.3                |
| 14                   | 1                    | Nigeria              | 421.4                |
| 15                   | 2                    | Italia               | 397.5                |
| 16                   | 1                    | Brasile              | 395.1                |
| 17                   | 1                    | Porto Rico           | 379.8                |
| 18                   | 2                    | Grecia               | 361.7                |
| 19                   | Stabile              | Svezia               | 350.5                |
| 20                   | Stabile              | Montenegro           | 319.9                |

- Legenda:

O Campione Olimpico
W Campione del Mondo

## Modalità di calcolo
Solo i tornei ufficiali organizzati dalla FIBA assegnano un punteggio. Ogni torneo FIBA ha un coefficiente che dipende dalla difficoltà dell'evento data dal valore delle squadre partecipanti.
| Evento                                                   | Coeff. |
| -------------------------------------------------------- | ------ |
| Mondiale maschile / femminile                            | 2.5    |
| Olimpiadi                                                | 2      |
| Eurobasket maschile e femminile                          | 1      |
| FIBA U19/U17 World Championships maschile e femminile    | 1      |
| Eurobasket U18/U16 Championships maschile e femminile    | 1      |
| Americas Championship maschile e femminile               | 0,8    |
| FIBA Americas U18/U16 Championships maschile e femminile | 0,8    |
| Asia Championship maschile e femminile                   | 0,3    |
| FIBA Asia U18/U16 Championships maschile e femminile     | 0,3    |
| AfroBasket maschile e femminile                          | 0,2    |
| FIBA Africa U18/U16 Championships maschile e femminile   | 0,2    |
| Oceania Championship maschile e femminile                | 0,1    |
| FIBA Oceania U18/U16 Championships maschile e femminile  | 0,1    |

Il calcolo del coefficiente prende in considerazione i tornei giocati nell'arco di due cicli olimpici, quindi otto anni. Compiuto il ciclo, il torneo più vecchio viene eliminato dal conteggio in favore del più recente.